# Tour de France 2022/7. Etappe
Die 7. Etappe der Tour de France 2022 fand am 8. Juli 2022 statt und endete mit der ersten Bergankunft der 109. Austragung des französischen Etappenrennens. Die Strecke führte von Tomblaine über 176,3 Kilometer in die Vogesen, wo sich das Ziel auf dem Gipfel der Planche des Belles Filles befand. Wie bereits 2019 wurde erneut der rund ein Kilometer lange Schotter-Abschnitt befahren, der die Fahrer auf eine Höhe von 1140 Meter bringt. Nach der Zielankunft werden die Fahrer insgesamt 1119,1 Kilometer absolviert haben, was 33,4 % der Gesamtdistanz der Rundfahrt entspricht.

## Streckenführung
Der neutralisierte Start erfolgte in Tomblaine vor dem Stade Marcel-Picot und somit in der Banlieue von Nancy. Vorbei am Flughafen Aéropôle Grand Nancy Tomblaine geht es entlang der D2 in Richtung Süden, wo das Rennen freigegeben wurde.
Der offizielle Start erfolgte nach rund vier Kilometern auf der D2 kurz vor dem Kloster Bosserville. Anschließend folgten die Fahrer der Meurthe flussaufwärts bis Lunéville. Danach ging es über Gerbéviller, Rambervillers und Bruyères in Richtung Süden nach Gérardmer, wo nach 101,2 Kilometern ein Zwischensprint ausgefahren wurde. Nun erreichten die Fahrer den Regionalen Naturpark Ballons des Vosges, und es folgten die ersten Anstiege auf den Col de Grosse Pierre (955 m), Col du Ménil (618 m) und Col des Croix (678 m). Sowohl der Col de Grosse Pierre als auch der Col des Croix sind rund drei Kilometer lang und weisen durchschnittliche Steigungen von etwas über 6 % auf. Sie wurden nach 107,7 und 136,1 gefahrenen Kilometern überquert und waren als Bergwertungen der 3. Kategorie klassifiziert. Nachdem die Fahrer den Col des Croix passiert hatten, folgten sie dem Ognon flussabwärts bis Belonchamp, wo die Straße erneut zu steigen beginnt und über den nicht kategorisierten Col de la Chevestraye (611 m) nach Plancher-les-Mines führte. Nun folgte die Strecke dem Rahin für rund fünf Kilometer flussaufwärts, ehe der Schlussanstieg begann.
Der Schlussanstieg zur Planche des Belles Filles (1140 m) führte über sieben Kilometer und wies eine durchschnittliche Steigung von 8,7 % auf. Die ersten gut fünf Kilometer führten auf einer breiten Straße zum Parkplatz der Station der Planche des Belles Filles. In diesem Abschnitt war die Steigung unrhythmisch und Rampen von bis zu 13 %. Kurz vor dem Parkplatz flachte die Straße ab und führte teilweise bergab zu einer Rechtskurve, wo die Straße schmaler wurden und für rund 300 Meter stark zu steigen begann (maximal 20 %). Nach dieser ersten Rampe erreichten die Fahrer ein weiteres Flachstück, auf dem sich in den Jahren 2012, 2014, 2017 und 2020 das Ziel befunden hatte. Wie bereits 2019 ging es jedoch auch dieses Jahr weiter auf eine nicht asphaltierte Straße, die eine maximale Steigung von 24 % aufwies und rund einen Kilometer lang war. Dieser Anstieg wurde diesmal La Super Planche des Belles Filles genannt und als Bergwertung der 1. Kategorie klassifiziert.
|                            | Ort                                | Kilometer | Länge (km) | Höhe (m) | Ø Steigung |
| -------------------------- | ---------------------------------- | --------- | ---------- | -------- | ---------- |
| neutralisierter Start      | Tomblaine                          |           |            |          |            |
| offizieller Start          | Bosserville                        | 000,0     |            |          |            |
| Zwischensprint             | Gérardmer                          | 101,2     |            |          |            |
| Bergwertung (3. Kategorie) | Col de Grosse Pierre               | 107,7     | 3,1        | 0955     | 6,4 %      |
| Bergwertung (3. Kategorie) | Col des Croix                      | 136,1     | 3,2        | 0678     | 6,3 %      |
| Bergwertung (1. Kategorie) | La Super Planche des Belles Filles | 176,3     | 7,0        | 1140     | 8,7 %      |
| Ziel                       | La Super Planche des Belles Filles | 176,3     |            |          |            |

## Rennverlauf

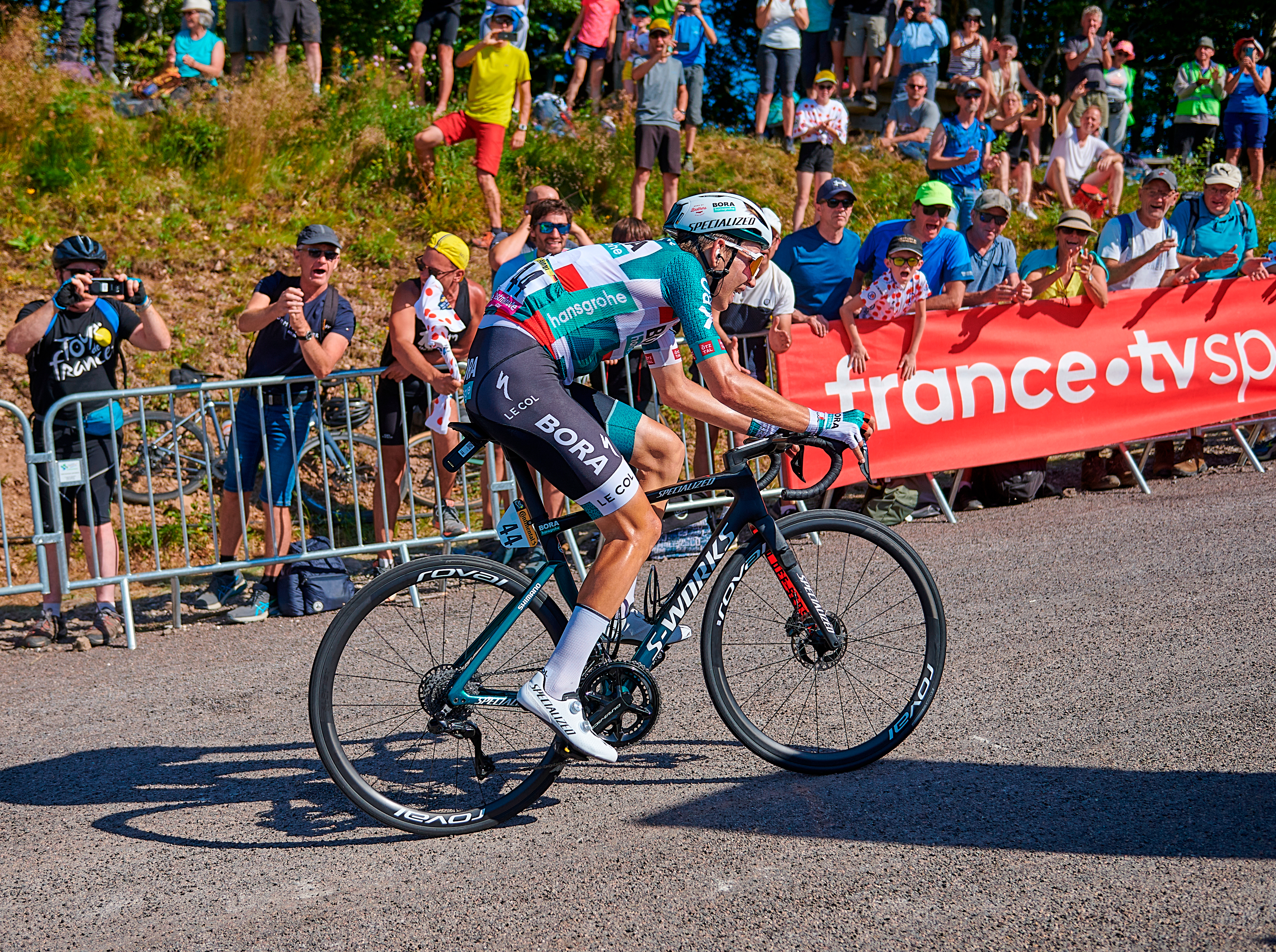
Lennard Kämna etwa 900 Meter vor dem Etappenziel

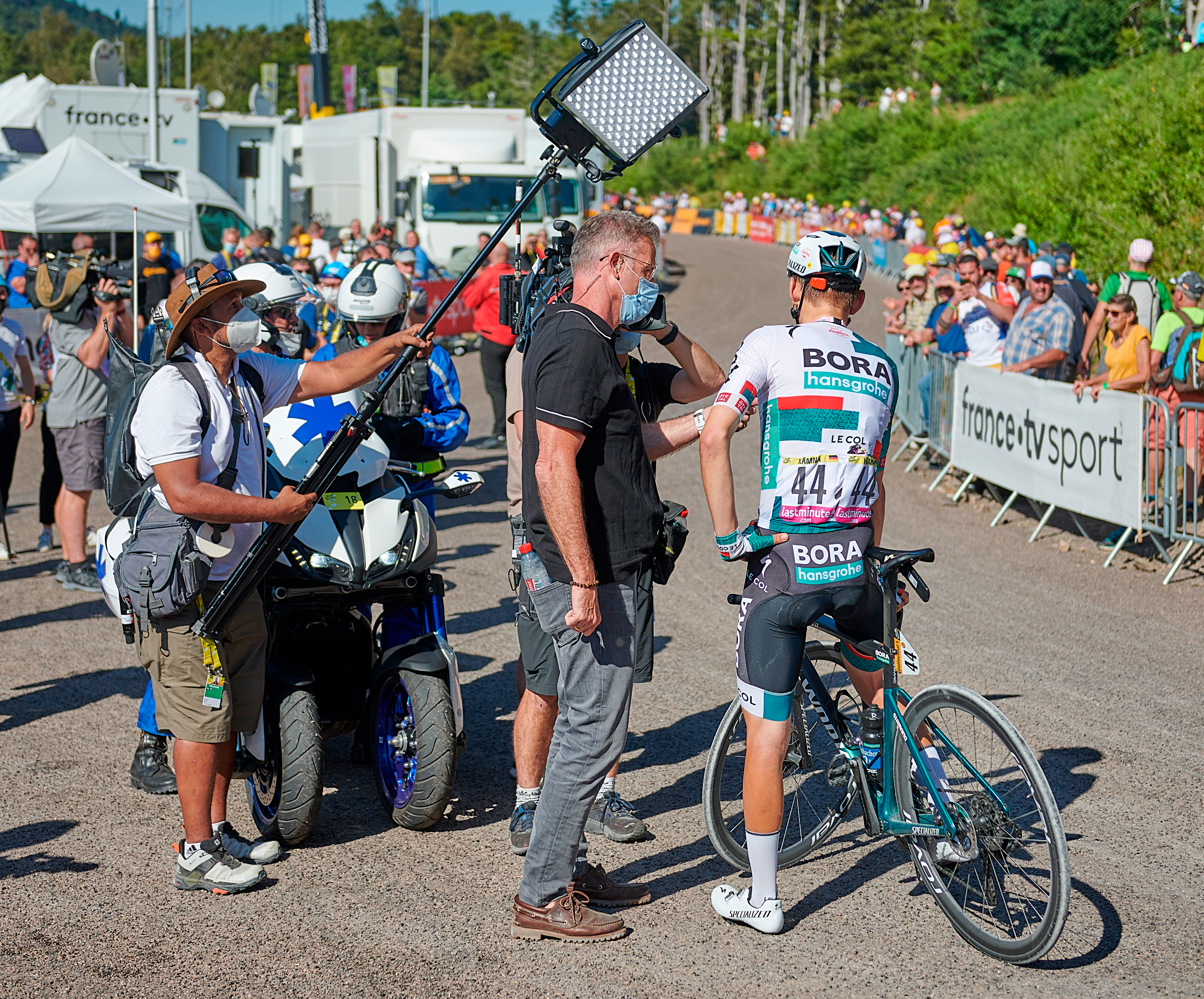
Lennard Kämna im Interview mit Michael Antwerpes für die Sportschau der ARD

Bei der Passage von Lunéville nach 25 km wurde Gilbert Bauvin, Zweitplatzierter der Tour de France 1956, von seiner Heimatstadt mit einem Riesenporträt vor dem Schloss geehrt. Der Kampf um die Ausreißergruppe war auch diesmal sehr intensiv, erst nach 50 km war eine Gruppe aus elf Fahrern erfolgreich, darunter mit Dylan Teuns (Bahrain Victorious) und Giulio Ciccone (Trek-Segafredo) die beiden ersten der Gipfelankunft von 2019 sowie Maximilian Schachmann, Lennard Kämna (beide Bora-hansgrohe) und Simon Geschke (Cofidis). Sie bekamen vom Peloton unter Führung von UAE Team Emirates jedoch maximal zweieinhalb Minuten Vorsprung gewährt.
Mads Pedersen (Trek-Segafredo) kassierte ohne Widerstand den Zwischensprint in Gérardmer. Kurz danach beendete eine Attacke von Schachmann und Kämna die Zusammenarbeit in der Kopfgruppe. Teuns, Geschke sowie Luke Durbridge (Team BikeExchange-Jayco) gesellten sich zu ihnen, Geschke holte die erste Bergwertung. Imanol Erviti (Movistar Team) und Cyril Barthe (B&B Hotels-KTM) stießen nach über 20 km Aufholjagd wieder zu diesen fünf, deren Vorsprung nunmehr drei Minuten betrug. Auch die zweite Bergwertung ging an Geschke, der zusätzlich die Rote Rückennummer erhielt.
Zu Beginn des Schlussanstiegs waren vom Vorsprung noch anderthalb Minuten übrig. Im Hauptfeld musste der Vorjahres-Vierte Ben O’Connor (AG2R Citroën Team) früh abreißen lassen, ebenso wie Bora-hansgrohes Klassementfahrer Alexander Wlassow. Sie verloren 6:45 bzw. 1:39 min im Gesamtklassement. Kämna hielt als Stärkster der Kopfgruppe an der Flamme rouge noch einen Vorsprung von 35 Sekunden, der auf dem steilen letzten Kilometer schnell schmolz. Eine Attacke von Jonas Vingegaard (Jumbo-Visma) machte seine Chancen 100 m vor dem Ziel ein Ende. Tadej Pogačar (UAE Team Emirates) fand auf den letzten 50 m noch Reserven, um an Vingegaard vorbei zu ziehen und seinen zweiten Tagessieg in Folge zu landen. Dritter vor Kämna wurde der dritte der Topfavoriten, Primož Roglič (Jumbo-Visma). Louis Meintjes (Intermarché-Wanty-Gobert Matériaux) musste die letzten Meter infolge eines Defekts schiebend zurücklegen.

## Ergebnis
| \| Etappenergebnis \| Etappenergebnis \| Etappenergebnis \| Etappenergebnis \| Etappenergebnis \| \| Fahrer \| Fahrer \| Land \| Team \| Zeit \| \| --------------- \| ---------------- \| ---------------------- \| ----------------- \| --------------- \| \| 1. \| Tadej Pogačar \| Slowenien \| UAE Team Emirates \| 3 h 58 min 40 s \| \| 2. \| Jonas Vingegaard \| Dänemark \| Jumbo-Visma \| + 0 s \| \| 3. \| Primož Roglič \| Slowenien \| Jumbo-Visma \| + 12 s \| \| 4. \| Lennard Kämna \| Deutschland \| Bora-Hansgrohe \| + 14 s \| \| 5. \| Geraint Thomas \| Vereinigtes Königreich \| Ineos Grenadiers \| + 14 s \| \| 6. \| David Gaudu \| Frankreich \| Groupama-FDJ \| + 19 s \| \| 7. \| Enric Mas \| Spanien \| Movistar Team \| + 21 s \| \| 8. \| Romain Bardet \| Frankreich \| Team DSM \| + 21 s \| \| 9. \| Adam Yates \| Vereinigtes Königreich \| Ineos Grenadiers \| + 29 s \| \| 10. \| Sepp Kuss \| Vereinigte Staaten \| Jumbo-Visma \| + 41 s \| |                  |                        |                   |                 |
| |                  |                        |                   |                 |
| Quelle: ProCyclingStats |                  |                        |                   |                 |
| Etappenergebnis |                  |                        |                   |                 |
| Fahrer | Fahrer           | Land                   | Team              | Zeit            |
| 1. | Tadej Pogačar    | Slowenien              | UAE Team Emirates | 3 h 58 min 40 s |
| 2. | Jonas Vingegaard | Dänemark               | Jumbo-Visma       | + 0 s           |
| 3. | Primož Roglič    | Slowenien              | Jumbo-Visma       | + 12 s          |
| 4. | Lennard Kämna    | Deutschland            | Bora-Hansgrohe    | + 14 s          |
| 5. | Geraint Thomas   | Vereinigtes Königreich | Ineos Grenadiers  | + 14 s          |
| 6. | David Gaudu      | Frankreich             | Groupama-FDJ      | + 19 s          |
| 7. | Enric Mas        | Spanien                | Movistar Team     | + 21 s          |
| 8. | Romain Bardet    | Frankreich             | Team DSM          | + 21 s          |
| 9. | Adam Yates       | Vereinigtes Königreich | Ineos Grenadiers  | + 29 s          |
| 10. | Sepp Kuss        | Vereinigte Staaten     | Jumbo-Visma       | + 41 s          |

## Gesamtstände
| \| Gesamtwertung \| Gesamtwertung \| Gesamtwertung \| Gesamtwertung \| Gesamtwertung \| \| Fahrer \| Fahrer \| Land \| Team \| Zeit \| \| ------------- \| ---------------------- \| ---------------------- \| --------------------- \| ---------------- \| \| 1. \| Tadej Pogačar \| Slowenien \| UAE Team Emirates \| 24 h 43 min 14 s \| \| 2. \| Jonas Vingegaard \| Dänemark \| Jumbo-Visma \| + 35 s \| \| 3. \| Geraint Thomas \| Vereinigtes Königreich \| Ineos Grenadiers \| + 1 min 10 s \| \| 4. \| Adam Yates \| Vereinigtes Königreich \| Ineos Grenadiers \| + 1 min 18 s \| \| 5. \| David Gaudu \| Frankreich \| Groupama-FDJ \| + 1 min 31 s \| \| 6. \| Romain Bardet \| Frankreich \| Team DSM \| + 1 min 32 s \| \| 7. \| Thomas Pidcock \| Vereinigtes Königreich \| Ineos Grenadiers \| + 1 min 35 s \| \| 8. \| Neilson Powless \| Vereinigte Staaten \| EF Education-EasyPost \| + 1 min 37 s \| \| 9. \| Enric Mas \| Spanien \| Movistar Team \| + 1 min 43 s \| \| 10. \| Daniel Felipe Martínez \| Kolumbien \| Ineos Grenadiers \| + 1 min 55 s \| |                        |                        |                       |                  |
| |                        |                        |                       |                  |
| Quelle: ProCyclingStats |                        |                        |                       |                  |
| Gesamtwertung |                        |                        |                       |                  |
| Fahrer | Fahrer                 | Land                   | Team                  | Zeit             |
| 1. | Tadej Pogačar          | Slowenien              | UAE Team Emirates     | 24 h 43 min 14 s |
| 2. | Jonas Vingegaard       | Dänemark               | Jumbo-Visma           | + 35 s           |
| 3. | Geraint Thomas         | Vereinigtes Königreich | Ineos Grenadiers      | + 1 min 10 s     |
| 4. | Adam Yates             | Vereinigtes Königreich | Ineos Grenadiers      | + 1 min 18 s     |
| 5. | David Gaudu            | Frankreich             | Groupama-FDJ          | + 1 min 31 s     |
| 6. | Romain Bardet          | Frankreich             | Team DSM              | + 1 min 32 s     |
| 7. | Thomas Pidcock         | Vereinigtes Königreich | Ineos Grenadiers      | + 1 min 35 s     |
| 8. | Neilson Powless        | Vereinigte Staaten     | EF Education-EasyPost | + 1 min 37 s     |
| 9. | Enric Mas              | Spanien                | Movistar Team         | + 1 min 43 s     |
| 10. | Daniel Felipe Martínez | Kolumbien              | Ineos Grenadiers      | + 1 min 55 s     |

| Punktewertung | Punktewertung       | Punktewertung | Punktewertung          | Punktewertung |
| Fahrer        | Fahrer              | Land          | Team                   | Punkte        |
| ------------- | ------------------- | ------------- | ---------------------- | ------------- |
| 1.            | Wout van Aert       | Belgien       | Jumbo-Visma            | 203 P.        |
| 2.            | Fabio Jakobsen      | Niederlande   | Quick-Step Alpha Vinyl | 140 P.        |
| 3.            | Tadej Pogačar       | Slowenien     | UAE Team Emirates      | 108 P.        |
| 4.            | Jasper Philipsen    | Belgien       | Alpecin-Deceuninck     | 89 P.         |
| 5.            | Christophe Laporte  | Frankreich    | Jumbo-Visma            | 87 P.         |
| 6.            | Magnus Cort Nielsen | Dänemark      | EF Education-EasyPost  | 86 P.         |
| 7.            | Peter Sagan         | Slowakei      | TotalEnergies          | 86 P.         |
| 8.            | Simon Clarke        | Australien    | Israel-Premier Tech    | 67 P.         |
| 9.            | Dylan Groenewegen   | Niederlande   | BikeExchange-Jayco     | 60 P.         |
| 10.           | Mads Pedersen       | Dänemark      | Trek-Segafredo         | 60 P.         |

| Bergwertung | Bergwertung         | Bergwertung            | Bergwertung           | Bergwertung |
| Fahrer      | Fahrer              | Land                   | Team                  | Punkte      |
| ----------- | ------------------- | ---------------------- | --------------------- | ----------- |
| 1.          | Magnus Cort Nielsen | Dänemark               | EF Education-EasyPost | 11 P.       |
| 2.          | Tadej Pogačar       | Slowenien              | UAE Team Emirates     | 10 P.       |
| 3.          | Jonas Vingegaard    | Dänemark               | Jumbo-Visma           | 8 P.        |
| 4.          | Primož Roglič       | Slowenien              | Jumbo-Visma           | 6 P.        |
| 5.          | Lennard Kämna       | Deutschland            | Bora-Hansgrohe        | 5 P.        |
| 6.          | Simon Geschke       | Deutschland            | Cofidis               | 4 P.        |
| 7.          | Alexis Vuillermoz   | Frankreich             | TotalEnergies         | 2 P.        |
| 8.          | Wout van Aert       | Belgien                | Jumbo-Visma           | 2 P.        |
| 9.          | Geraint Thomas      | Vereinigtes Königreich | Ineos Grenadiers      | 2 P.        |
| 10.         | David Gaudu         | Frankreich             | Groupama-FDJ          | 2 P.        |

| Nachwuchswertung | Nachwuchswertung   | Nachwuchswertung       | Nachwuchswertung                   | Nachwuchswertung |
| Fahrer           | Fahrer             | Land                   | Team                               | Zeit             |
| ---------------- | ------------------ | ---------------------- | ---------------------------------- | ---------------- |
| 1.               | Tadej Pogačar      | Slowenien              | UAE Team Emirates                  | 24 h 43 min 14 s |
| 2.               | Thomas Pidcock     | Vereinigtes Königreich | Ineos Grenadiers                   | + 40 s           |
| 3.               | Brandon McNulty    | Vereinigte Staaten     | UAE Team Emirates                  | + 6 min 28 s     |
| 4.               | Andreas Leknessund | Norwegen               | Team DSM                           | + 10 min 59 s    |
| 5.               | Matteo Jorgenson   | Vereinigte Staaten     | Movistar Team                      | + 15 min 30 s    |
| 6.               | Kevin Geniets      | Luxemburg              | Groupama-FDJ                       | + 18 min 10 s    |
| 7.               | Jasper Philipsen   | Belgien                | Alpecin-Deceuninck                 | + 18 min 38 s    |
| 8.               | Fred Wright        | Vereinigtes Königreich | Bahrain Victorious                 | + 22 min 11 s    |
| 9.               | Georg Zimmermann   | Deutschland            | Intermarché-Wanty-Gobert Matériaux | + 24 min 50 s    |
| 10.              | Luca Mozzato       | Italien                | B&B Hotels-KTM                     | + 27 min 15 s    |

| Mannschaftswertung | Mannschaftswertung    | Mannschaftswertung           | Mannschaftswertung |
| Team               | Team                  | Land                         | Zeit               |
| ------------------ | --------------------- | ---------------------------- | ------------------ |
| 1.                 | Ineos Grenadiers      | Vereinigtes Königreich       | 74 h 13 min 25 s   |
| 2.                 | Jumbo-Visma           | Niederlande                  | + 26 s             |
| 3.                 | EF Education-EasyPost | Vereinigte Staaten           | + 5 min 55 s       |
| 4.                 | Bora-Hansgrohe        | Deutschland                  | + 6 min 20 s       |
| 5.                 | Groupama-FDJ          | Frankreich                   | + 7 min 38 s       |
| 6.                 | UAE Team Emirates     | Vereinigte Arabische Emirate | + 8 min 22 s       |
| 7.                 | Bahrain Victorious    | Bahrain                      | + 8 min 45 s       |
| 8.                 | Trek-Segafredo        | Vereinigte Staaten           | + 12 min 35 s      |
| 9.                 | Arkéa-Samsic          | Frankreich                   | + 13 min 55 s      |
| 10.                | Team DSM              | Niederlande                  | + 14 min 26 s      |

## Trivia
Die Planche de Belles Filles war auch Ziel der Schlussetappe der Tour de France Femmes 2022, die unmittelbar im Anschluss an die Männer-Rundfahrt stattfand.